# Juan de la Cruz Fernandez Miranda
Pas d'image ? Cliquez ici

a Compétitions nationales et continentales officielles uniquement.

b Matchs officiels uniquement.
Dernière mise à jour le 30 mai 2019.
Juan de la Cruz Fernández Miranda, né le 7 novembre 1974 à Buenos Aires, est un joueur de rugby argentin, évoluant au poste de demi d'ouverture ou de centre (1,79 m pour 84 kg).
Juan de la Cruz Fernandez Miranda a connu vingt-neuf sélections en dix années.

## Palmarès

### Sélections nationales
- 29 sélections en équipe d'Argentine dont 1 fois capitaine (le 3 décembre 2005)
- 5 essais, 41 transformations, 12 pénalités, 5 drops
- 158 points
- Nombre de sélections par année : 3 en 1997, 2 en 1998, 1 en 2000, 3 en 2001, 5 en 2002, 7 en 2003, 3 en 2004, 2 en 2005, 2 en 2006 et 1 en 2007.

- Coupes du monde de rugby disputées: 
  - 2003 (2 matchs, 2 comme titulaire).